# داريا نيكولودي
داريا نيكولودي (بالإيطالية: Daria Nicolodi)‏ (19 يونيو 1950 - 26 نوفمبر 2020) كاتبة سيناريو وممثلة إيطالية.

## أعمال

### أفلام
- (1985) فينومينا
- (2018) صاسبيريا

## وصلات خارجية
- داريا نيكولودي على موقع IMDb (الإنجليزية)
- داريا نيكولودي على موقع روتن توميتوز (الإنجليزية)
- داريا نيكولودي على موقع ألو سيني (الفرنسية)
- داريا نيكولودي على موقع أول موفي (الإنجليزية)
- داريا نيكولودي على موقع قاعدة بيانات الأفلام السويدية (السويدية)
- داريا نيكولودي على موقع ديسكوغز (الإنجليزية)
- داريا نيكولودي على موقع قاعدة بيانات الفيلم (الإنجليزية)
- داريا نيكولودي على موقع كينوبويسك (الروسية)